# Les Guerres Wess'har
Les Guerres Wess'har (titre original : Wess'Har) est un cycle de romans de science-fiction écrits par Karen Traviss écrivain britannique et publié entre 2004 et 2008.
Le cycle se compose de six volumes : 
- 2006 : La Cité de perle[1] / City of Pearl (en) (2004)
- 2007 : Transgression (en)[2]
- 2007 : Le Monde d'avant (en) (novembre 2007)
- 2006 : Matriarch (en) (non traduit)
- 2007 : Ally (en) (non traduit, précédemment intitulé Task Force)
- 2008 : Judge (en) (non traduit, mars 2008)

## Le genre
L’œuvre témoigne du renouveau de la science-fiction britannique à mi-chemin entre la hard science-fiction, le space opera et le planet opera.
Sont développés les thèmes de l’écologie profonde, du féminisme et du rôle de l’information en politique.
Le passé de Karen Traviss, journaliste et correspondante de la défense au moment de la Guerre des Malouines marque aussi le déroulement de l’histoire, principalement au travers du personnage de Eddie Michallat.

## Les peuples
La sociologie des civilisations extraterrestres est décrite avec précision.

### La Terre et les humains
Au 23e et 24e siècle, les humains n’ont pas rencontré d’autres mondes habitables à part la planète appelée Cavenagh II. La Terre est partagée en des super-nations comme la FEU (Union Européenne Fédérale), Les États de la Bordure du Pacifique ou l’Afrique et des multinationales suffisamment puissantes pour pouvoir financer les programmes de conquête spatiale.

### La colonie humaine de Cavenagh II
Située à 25 années de lumière de la Terre, Cavanagh II, est la seule planète colonisée par les humains en ce début du 23e siècle. Mais la colonie humaine qui s’y est installée ne répond plus. Les colons devenus paysans sur cette terre inhospitalière se sont repliés dans la religion et l’agriculture.

### Les Wess'har
Les Wess'har vivent sur Wess'ej, la lune de Cavanagh II (Bezer'ej en langue Wess'har et « asht » en langue Isenj) assurent la protection et la survie des colons. Les Wess'har sont une civilisation qui s’impliquent fortement dans la protection de l’environnement et des êtres vivants. Leur souci est de minimiser l’impact de leur civilisation sur les planètes qu'ils occupent. Civilisation vieille de plus d’un million d'années, ils vivent frugalement, ce qui ne les empêchent pas de disposer d’une avance technologique considérable sur les humains. Leur société est matriarcale, peu hiérarchisée. Leur caractère paisible et pacifiste dissimule des guerriers impitoyables. Ils sont sans état d’âme dans leur action et imposent leur décision sans aucune négociation possible.

### Les Bezeri
Les Bezeri sont un peuple aquatique de Bezer'ej, technologiquement peu avancés, ils ne peuvent pas vivre sur la terre ferme, extrêmement fragiles, ils sont protégés par les Wess'har. Ce peuple périt dans le tome 2 par suite de la pollution due à l'emploi de bombes salées pour détruire le C'naatat.

### Les Isenj
Originaires de la planète Umeh, une autre planète du système de Cavanagh, les Isenj, ont surexploité leur planète, en ne maitrisant pas leur croissance démographique et en la transformant en une gigantesque œcumenopole surpeuplée.
Ils se sont implantés il y a 500 ans sur Bezer'ej pour y créer la ville de Mjat, mais les atteintes à l’environnement qu’ils n’ont pu éviter ont provoqué l’hécatombe des fragiles Bezeri. Les Wess'har sont intervenus en détruisant Mjat et en effaçant les millions d’Isenj qui y vivaient. Depuis cette guerre, il n’a plus eu aucun contact direct entre Wess'har et Isenj.

### Les Ussissi
Les Ussissi sont des sortes de “mangoustes”. Techniciens, interprètes, pilotes d’astronefs et conseillers politiques, ils naviguent entre Wess’har, Isenj, et au-delà.

### Les Eqbas'Vori
Les Wess'har ne sont pas originaires de Wess'ej, mais leurs ancêtres les Eqbas'vori, habitent les planètes du Monde d'Avant. Les deux groupes ont évolué séparément depuis plus de dix mille ans. L’avance technologique des Eqbas'Vori et leur caractère intransigeant en matière de protection de l’environnement est encore plus redoutable que les Wess'har eux-mêmes.

### La C'naatat
La c'naatat est un symbiote microscopique originaire d’une île inhabitée de Bezer'ej, donnant aux individus qu’il parasite un pouvoir de régénération les rendant quasi-immortels. Cet organisme est susceptible d’être fortement convoité par les multinationales terriennes et l’armée pour le profit que l’on pourrait en tirer. L'ile est détruite par des bombes salé dans le tome 2 mais l'organisme a survécu.

## Les personnages
Shan FranklandOfficier de Police Environnementale — l’EnHaz —, mandatée par la FEU pour diriger la mission du Thetis envoyé sur Cavanagh à la recherche des colons.
ArasGuerrier Wess'har, infecté par la c'naatat alors qu’il avait été capturé et torturé par les Isenj. Protecteur des Bezeri et des colons, il est aussi responsable du génocide envers les Isenj de Bezer'ej, il y a 500 ans. Les Isenj l’ont surnommé le « destructeur de Mjat ».
Eddie MichallatJournaliste correspondant de la chaine d’information BBChan pour la mission du Thetis.

## Citation
« Les humains vivent dans leur tête, et non dans le monde. C’est pour cela qu’ils ne peuvent jamais respecter les formes de vie qui ne leur ressemblent pas »

## Distinctions
La Cité de perle, Le Monde d'avant, Matriarch ont été présentés pour le prix Locus du meilleur roman de science-fiction, 2005, 2006 et 2007 respectivement.